# Varronia oaxacana
Varronia oaxacana är en strävbladig växtart som först beskrevs av Dc., och fick sitt nu gällande namn av Friesen. Varronia oaxacana ingår i släktet Varronia och familjen strävbladiga växter. Inga underarter finns listade i Catalogue of Life.